# Partido Republika Nacional Timor Leste

Flagge der PARENTIL

Die Partido Republika Nacional Timor Leste PARENTIL ist eine politische Partei aus Osttimor. Sie gilt als konservativ. 2015 war Flaviano Pereira Lopes Vorsitzender. 2018 entzog das Tribunal de Recurso de Timor-Leste (deutsch Berufungsgericht Osttimors) der PARENTIL, wegen nicht Erfüllung der gesetzlichen Bedingungen, die Zulassung als Partei.

## Geschichte
Die Partei wurde im Februar 2001 mit Flaviano Pereira Lopes als Präsidenten gegründet. Die damals hauptsächlich jungen Mitglieder wollten ein Gleichgewicht mit der Generation der älteren nationalen Führer schaffen. PARENTIL und Partido Nasionalista Timorense (PNT) lehnten damals als einzige den Pakt der nationalen Einheit ab. 14 Parteien hatten diesen Pakt der Toleranz auf Bestreben der katholischen Kirche hin am 8. Juli 2001 unterzeichnet.

Bloco Proclamador

Bei den Wahlen zur verfassunggebenden Versammlung 2001, bei der die PARENTIL mit 52 Listenkandidaten antrat, erhielt sie mit 1970 Stimmen nur einen Anteil von 0,54 % und so auch keinen Sitz in der Versammlung mit 88 Abgeordneten. Bei den Parlamentswahlen 2007 trat die PARENTIL überhaupt nicht an.
Bei den Parlamentswahlen 2012 trat die PARENTIL mit der Partido Milénio Democrático (PMD) in einer gemeinsamen Wahlliste an, die sich Bloco Proclamador (Block der Verkünder, tetum Bloku Proklamador) nannte. Der Bloco Proclamador scheiterte aber mit nur 3.125 Stimmen (0,66 %) an der Drei-Prozent-Hürde. Das beste Ergebnis erzielte er im damaligen Distrikt Aileu mit 2,43 % der Stimmen.
Ab dem 30. Juli 2015 war die PARENTIL Mitglied des Parteienbündnis Bloku Unidade Popular (BUP). Es handelt sich dabei um ein Wahlbündnis mehrerer Parteien, die bei den Parlamentswahlen 2012 an der Drei-Prozent-Hürde gescheitert waren. Ende April 2017 schied die PARENTIL aber wegen Meinungsverschiedenheiten aus dem Bündnis aus und trat auch zu den Parlamentswahlen im selben Jahr nicht an.